# Álvaro Bautista
Álvaro Bautista Arce (* 21. November 1984 in Talavera de la Reina) ist ein spanischer Motorradrennfahrer.
In der Saison 2006 wurde er Weltmeister in der 125-cm³-Klasse der Motorrad-Weltmeisterschaft. Aktuell startet Bautista in der Superbike-Weltmeisterschaft.

## Karriere

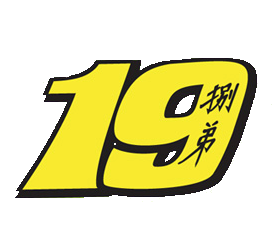
Bautistas Startnummer 19

### Anfangsjahre
Álvaro Bautista sammelte seine ersten Erfahrungen auf zwei Rädern bereits im Alter von drei Jahren auf Minibikes, bei denen er erste Erfolge feierte.
Im Jahr 1997 stieg er in den Aprilia 50-cm³-Cup um, den er auf dem sechsten Gesamtrang beendete. Im folgenden Jahr errang er in dieser Rennserie den dritten Platz hinter Jorge Lorenzo und Joan Olivé.
Für das Jahr 1999 wurde er von Alberto Puig unter 400 Piloten ausgewählt, die Copa Movistar zu bestreiten, die er als Fünfter abschloss.
In den folgenden Jahren bestritt er die Spanische 125-cm³-Meisterschaft. Im Jahr 2002 absolvierte er als Wildcard-Fahrer in dieser Klasse beim Grand Prix von Spanien in Jerez sein erstes Rennen in der Motorrad-WM.

### 125-cm³-Klasse
Die Saison 2003 war seine erste als Stammfahrer in der Motorrad-WM. Bautista pilotierte im Team des Fußball-Stars Clarence Seedorf eine Aprilia, erreichte aber mit 31 Punkten aus 16 Rennen nur den 20. Platz in der Gesamtwertung. In der Spanischen 125-cm³-Meisterschaft, die er parallel ebenfalls bestritt, feierte er den Meistertitel.
Im Jahr 2004 fuhr er weiterhin im Seedorf-Team; sein Teamkollege in dieser Saison war sein Landsmann Héctor Barberá. Mit einem zweiten Platz beim Grand Prix von Großbritannien in Donington Park und drei dritten Plätzen, erreichte er Rang sieben im Gesamtklassement.
Zur Saison 2005 stieg sein Team von Aprilia auf Honda um. Obwohl der Schweizer Thomas Lüthi in dieser Saison mit diesem Fabrikat den Weltmeistertitel feierte, kam Bautista mit der Honda absolut nicht zurecht und konnte nicht an die Erfolge der Vorsaison anknüpfen. Mit 47 Punkten wurde er nur 15. der WM.
Deshalb entschloss Bautista sich, zur Saison 2006 in das Master – MVA Aspar-Team des früheren Weltmeisters Jorge Martínez zu wechseln, wo er wieder mit einer Aprilia fuhr. Beim ersten Saisonlauf in Jerez feierte er sofort seinen ersten Sieg. Bautista dominierte die gesamte Saison, fuhr in 14 von 16 Rennen auf Podium und punktete in jedem Rennen. Mit acht Siegen und 338 Zählern wurde er letztendlich überlegen Weltmeister in der 125-cm³-Klasse. Am Saisonende hatte er 76 Punkte Vorsprung auf den WM-Zweiten, den Finnen Mika Kallio.

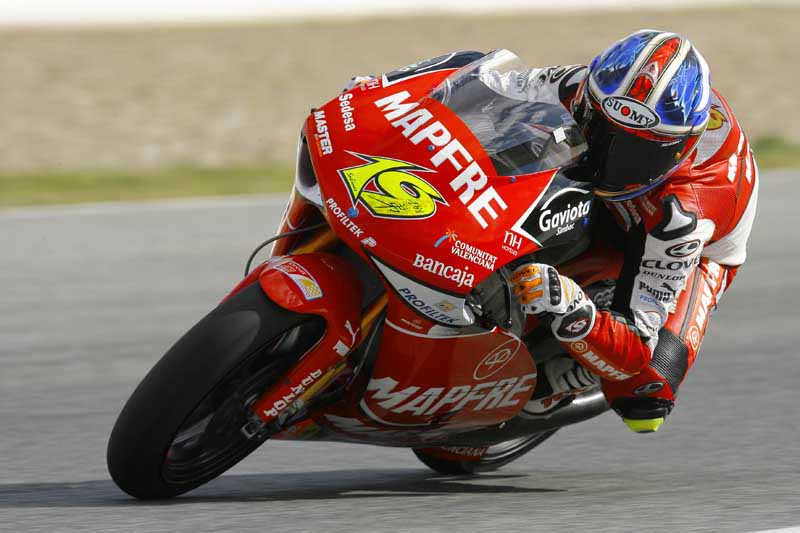
Bautista 2008 auf Aprilia

### 250-cm³-Klasse
Zur Saison 2007 wechselte Álvaro Bautista im Team von Jorge Martínez in die 250-cm³-Klasse, wo er eine Aprilia-Werksmaschine pilotierte. Sein Teamkollege war Alex De Angelis aus San Marino. Er gewöhnte sich sehr schnell an die größere Maschine und belegte bereits im zweiten Rennen, seinem Heim-Grand-Prix in Jerez hinter Jorge Lorenzo den zweiten Platz. Mit Siegen in Italien und Portugal sowie insgesamt sieben Podiumsplatzierungen erreichte Bautista den vierten WM-Rang und wurde Rookie of the Year in der 250er-Klasse. In die Saison 2008 ging der Spanier als Titelfavorit. Nach einem Sieg in Estoril stürzte er in China und Italien in Führung liegend. Nach drei weiteren Siegen in der Saison wurde der Spanier in der Endabrechnung hinter dem Gilera-Piloten Marco Simoncelli Zweiter. Nach der Saison 2009, die Bautista mit zwei Siegen und dem Endplatz vier abschloss, stieg er in die MotoGP-Klasse auf.

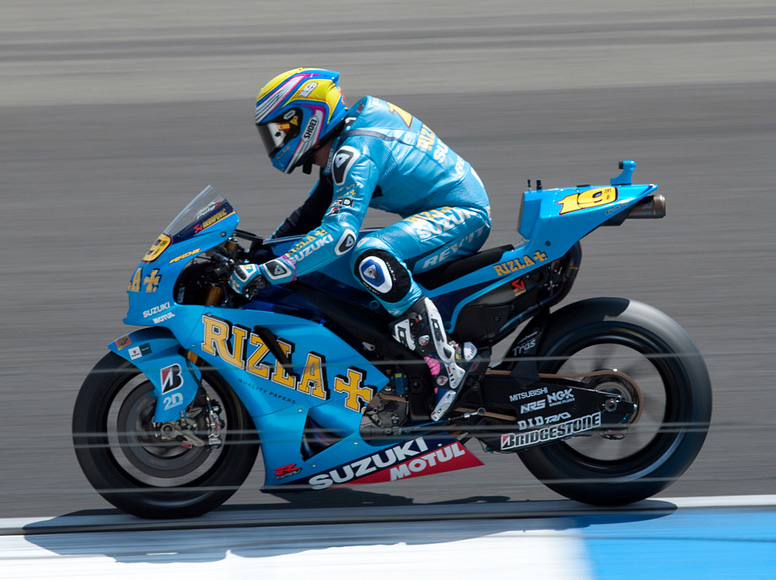
Bautista bei der Dutch TT 2010 auf Suzuki

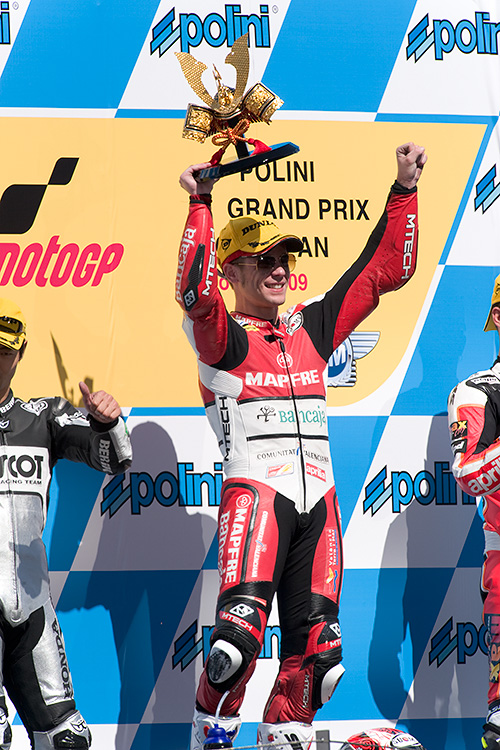
Bautista nach seinem Sieg in Japan 2009

### MotoGP-Klasse
Bautista unterschrieb für 2010 beim Rizla Suzuki-Werksteam, wo er zusammen mit Loris Capirossi antrat. Sein bestes Ergebnis erreichte er als Fünfter bei seinem Heimrennen, dem Großen Preis von Katalonien. Am Ende des Jahres standen für ihn 85 Punkte und der 13. Endrang zu buche. Auch 2011 blieb Bautista bei Suzuki, wo aus finanziellen Gründen nur noch eine Maschine eingesetzt wurde. Verletzungsbedingt fehlte der Spanier bei den ersten zwei Rennen und hatte danach noch körperliche Probleme. So kam er über zwei sechste Ränge als beste Platzierung nicht hinaus. Mit 67 Punkten und dem 13. Platz schloss Bautista das Jahr ab.
Seit 2012 startet Álvaro Bautista für das Team von Fausto Gresini auf Honda RC213V. Im ersten Jahr wurde er Gesamt-Fünfter, 2013 schloss der Spanier als WM-Sechster ab. 2014 trat Bautista für Gresini auf Honda in der MotoGP-Klasse an, 2015 dann im Aprilia-Werksteam. Sein Team-Kollege in der ersten Saisonhälfte war Marco Melandri, der nach seiner Entlassung für die zweite Saisonhälfte vom deutschen Stefan Bradl ersetzt wurde.

## Privat
Alvaro Bautista ist Vater zweier Töchter.

## Statistik

### Erfolge
- 2003 – Spanischer 125-cm³-Meister auf Aprilia
- 2006 – 125-cm³-Weltmeister auf Aprilia
- 2022 – Superbike-Weltmeister auf Ducati
- 2023 – Superbike-Weltmeister auf Ducati
- 16 Grand-Prix-Siege

### In der Motorrad-Weltmeisterschaft
(Stand: Saisonende 2023)
| Saison | Klasse  | Team                        | Motorrad | Rennen | Rennen | Siege | Podien | Poles | Punkte | Punkte | Ergebnis    |
| ------ | ------- | --------------------------- | -------- | ------ | ------ | ----- | ------ | ----- | ------ | ------ | ----------- |
| 2002   | 125 cm³ | Atlético de Madrid          | Aprilia  | 3      | 3      | –     | –      | –     | 0      | 0      | 52.         |
| 2003   | 125 cm³ | Seedorf Racing              | Aprilia  | 16     | 16     | –     | –      | –     | 31     | 31     | 20.         |
| 2004   | 125 cm³ | Seedorf Racing              | Aprilia  | 16     | 16     | –     | 4      | –     | 129    | 129    | 7.          |
| 2005   | 125 cm³ | Seedorf – Tiempo Holidays   | Honda    | 16     | 16     | –     | –      | –     | 47     | 47     | 15.         |
| 2006   | 125 cm³ | Master – MVA Aspar          | Aprilia  | 16     | 16     | 8     | 14     | 8     | 338    | 338    | Weltmeister |
| 2007   | 250 cm³ | Master – Mapfre Aspar       | Aprilia  | 17     | 17     | 2     | 7      | 1     | 181    | 181    | 4.          |
| 2008   | 250 cm³ | Mapfre Aspar Team           | Aprilia  | 16     | 16     | 4     | 11     | 5     | 244    | 244    | 2.          |
| 2009   | 250 cm³ | Mapfre Aspar Team           | Aprilia  | 16     | 16     | 2     | 10     | 3     | 218    | 218    | 4.          |
| 2010   | MotoGP  | Rizla Suzuki MotoGP         | Suzuki   | 17     | 17     | –     | –      | –     | 85     | 85     | 13.         |
| 2011   | MotoGP  | Rizla Suzuki MotoGP         | Suzuki   | 15     | 15     | –     | –      | –     | 67     | 67     | 13.         |
| 2012   | MotoGP  | San Carlo Honda Gresini     | Honda    | 18     | 18     | –     | 2      | 1     | 178    | 178    | 5.          |
| 2013   | MotoGP  | GO&FUN Honda Gresini        | Honda    | 18     | 18     | –     | –      | –     | 171    | 171    | 6.          |
| 2014   | MotoGP  | GO&FUN Honda Gresini        | Honda    | 18     | 18     | –     | 1      | –     | 89     | 89     | 11.         |
| 2015   | MotoGP  | Aprilia Racing Team Gresini | Aprilia  | 18     | 18     | –     | –      | –     | 31     | 31     | 16.         |
| 2016   | MotoGP  | Aprilia Racing Team Gresini | Aprilia  | 18     | 18     | –     | –      | –     | 82     | 82     | 12.         |
| 2017   | MotoGP  | Pull&Bear Aspar Team        | Ducati   | 18     | 18     | –     | –      | –     | 75     | 75     | 12.         |
| 2018   | MotoGP  | Ángel Nieto Team            | Ducati   | 17     | 18     | –     | –      | –     | 92     | 105    | 12.         |
| 2018   | MotoGP  | Ducati Team                 | Ducati   | 1      | 18     | –     | –      | –     | 13     | 105    | 12.         |
| 2023   | MotoGP  | Aruba.it Racing             | Ducati   | 1      | 1      | –     | –      | –     | 0      | 0      | 31.         |
| Gesamt | Gesamt  | Gesamt                      | Gesamt   | 275    | 275    | 16    | 49     | 18    | 2071   | 2071   | 1 WM-Titel  |

Rekorde in der Motorrad-Weltmeisterschaft
- 125-cm³-Klasse
  - meiste Podestplätze in einer Saison: 14 (2006)
  - meiste Punkte in einer Saison: 338 (2006)

### In der Superbike-Weltmeisterschaft
(Stand: 16. Juni 2024)
| Saison | Team                     | Motorrad             | Rennen | Siege | Zweiter | Dritter | Poles | Schn. Runden | Punkte | Ergebnis    |
| ------ | ------------------------ | -------------------- | ------ | ----- | ------- | ------- | ----- | ------------ | ------ | ----------- |
| 2019   | Aruba.it Racing – Ducati | Ducati Panigale V4 R | 36     | 16    | 4       | 4       | 4     | 15           | 498    | 2.          |
| 2020   | Team HRC                 | Honda CBR1000RR-R    | 24     | –     | –       | 1       | –     | 1            | 113    | 9.          |
| 2021   | Team HRC                 | Honda CBR1000RR-R    | 37     | –     | –       | 2       | –     | –            | 195    | 10.         |
| 2022   | Aruba.it Racing – Ducati | Ducati Panigale V4 R | 36     | 16    | 12      | 3       | 2     | 13           | 601    | Weltmeister |
| 2023   | Aruba.it Racing – Ducati | Ducati Panigale V4 R | 36     | 27    | 3       | 1       | 4     | 23           | 628    | Weltmeister |
| 2024   | Aruba.it Racing – Ducati | Ducati Panigale V4 R | 35     | 4     | 5       | 9       | –     | 4            | 357    | 3.          |
| Gesamt | Gesamt                   | Gesamt               | 206    | 63    | 24      | 16      | 20    | 55           | 2,291  | 2 WM-Titel  |